# 四国のみずべ八十八カ所
四国のみずべ八十八カ所（しこくのみずべはちじゅうはっかしょ）は、四国地方整備局によって選定された四国の水辺88選である。四国八十八カ所に因んでいる。

## 四国のみずべ八十八カ所

### 徳島県

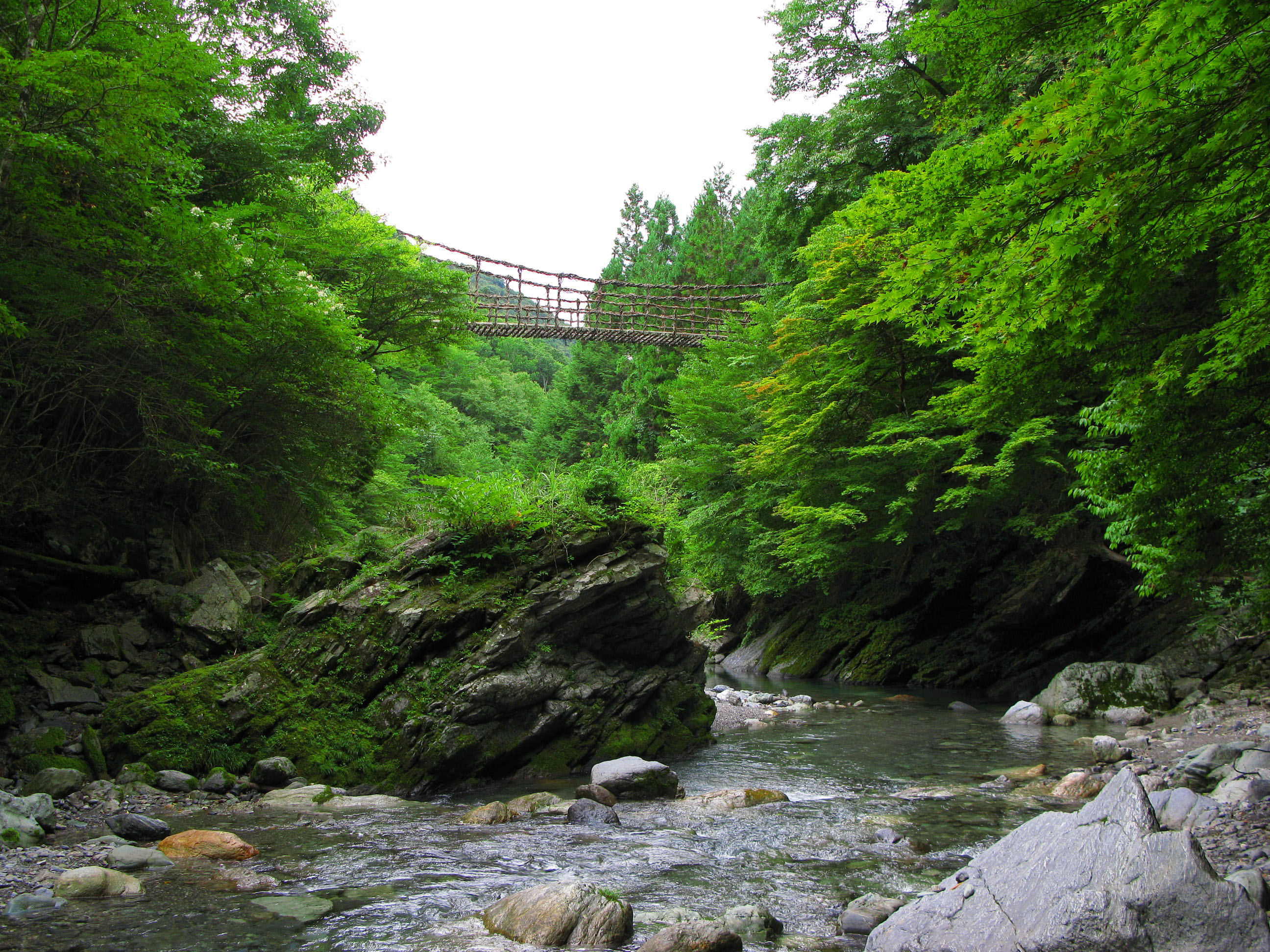
奥祖谷二重かずら橋（男橋）

1. 鳴門海峡
2. ウチノ海
3. 吉野川河口
4. 第十堰周辺のみずべ
5. 善入寺島周辺のみずべ
6. 美濃田の渕
7. 池田湖
8. 黒沢湿原とたびの尻滝
9. 大歩危・小歩危
10. 奥祖谷二重かずら橋と丸石谷川
11. 土釜・鳴滝
12. 貞光ゆうゆう館周辺の竹林とみずべ
13. 穴吹川
14. 雨乞の滝
15. こんにゃく橋のみずべ（鮎喰川）
16. 新町川水際公園とケンチョピア
17. 鷲敷ライン
18. 日和佐海岸（大浜海岸）
19. 轟九十九滝と王余魚谷川
20. 海部川
21. 母川

### 高知県

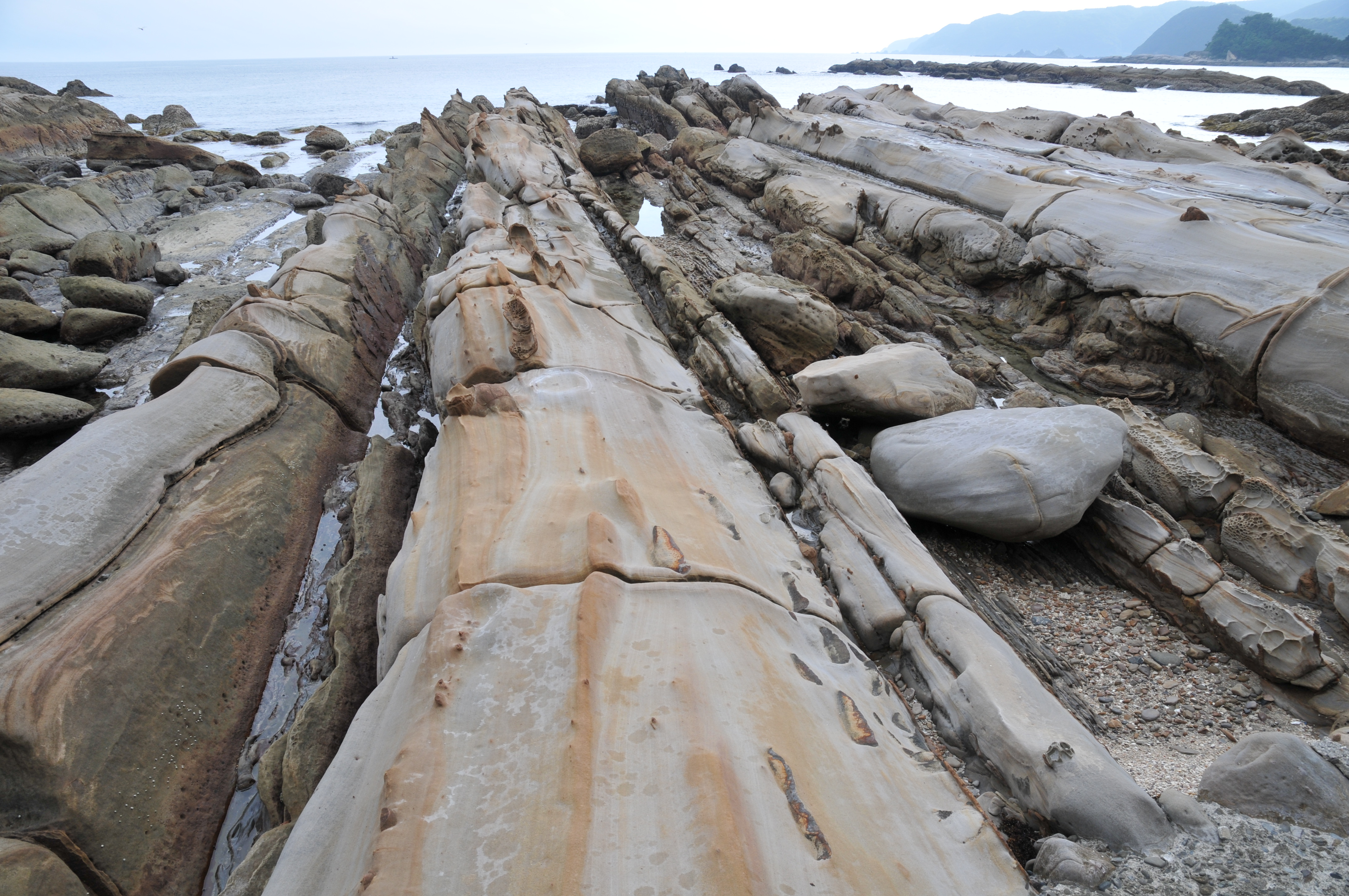
竜串

1. 室戸岬
2. 鮎おどる清流キャンプ場のみずべ
3. 手結港
4. 物部川河口
5. 兼山三又のみずべ
6. 別府峡
7. 轟の滝
8. 桂浜
9. 平家の滝
10. かめ岩のみずべ
11. 瀬戸川渓谷
12. 氷室の大瀧
13. 波川鯉のぼりのみずべ
14. 中津渓谷
15. 大方町の砂浜
16. 岩間沈下橋のみずべ
17. 黒尊渓谷
18. 入田のみずべ
19. トンボ自然公園のみずべ
20. 足摺岬
21. 竜串・見残し
22. 樫西海岸
23. 柏島

### 愛媛県

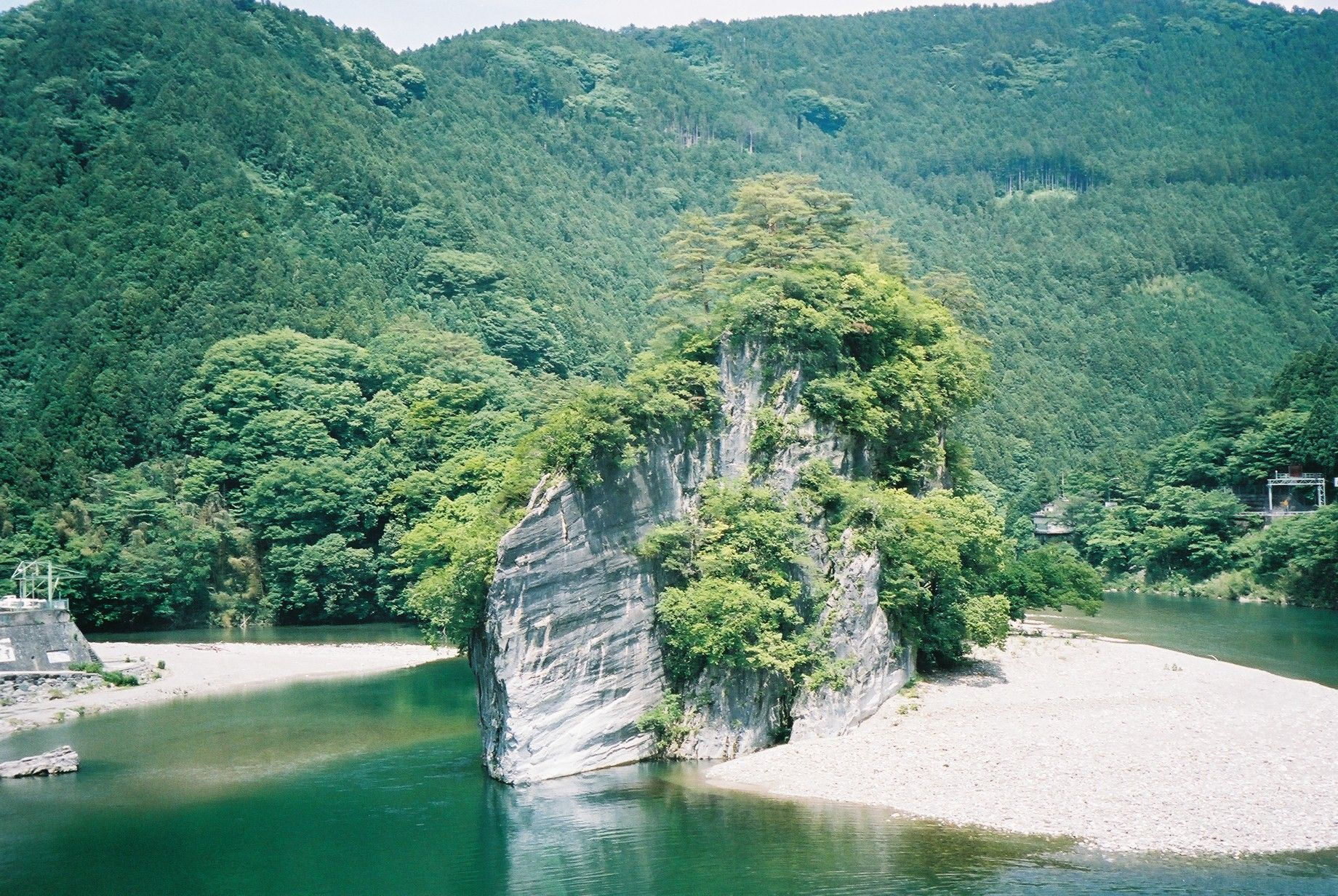
御三戸

1. 遊子の段畑（遊子水荷浦の段畑）
2. 薬師谷渓谷
3. 滑床渓谷
4. 佐田岬からの夕陽
5. 肱川河口（長浜大橋）
6. 大洲を流れる肱川
7. 内子の屋根付き橋
8. 御幸橋
9. 御三戸
10. 面河渓谷
11. 衝上断層公園
12. 滑川渓谷
13. 白猪の滝
14. 三ヶ村泉
15. 重信川湧水群
16. 重信川河口
17. 松山三津内港
18. 来島海峡展望
19. 宮窪瀬戸
20. 河原津海岸
21. 武丈公園と加茂川
22. 西条アクアトピア
23. 魔戸の滝・奥魔戸

### 香川県
1. 豊稔池
2. 香川用水東西分水工
3. 有明浜
4. 父母ヶ浜
5. 紫雲出山から見た瀬戸内海
6. 大見海岸・津島神社
7. オニバスの咲く池（前池）
8. 満濃池と国営讃岐まんのう公園
9. 土器川生物公園
10. 沙弥島ナカンダ浜
11. 柏原渓谷（綾川上流）
12. 大滝山水源の森
13. 公渕池

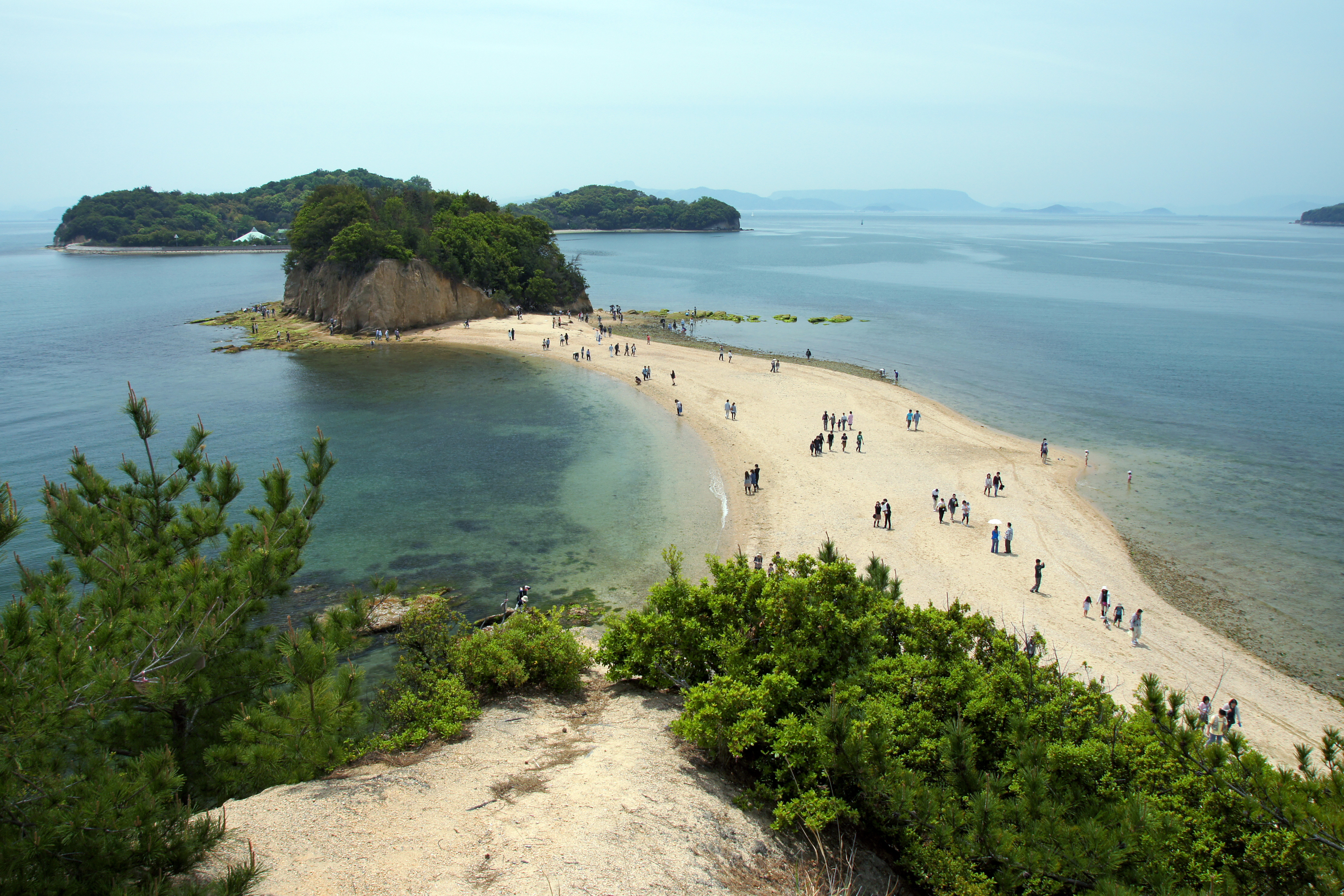
余島（天使の散歩道）

14. 高松水の都今昔物語（サンポート高松・玉藻公園）
15. 女木島・男木島
16. 余島（天使の散歩道）
17. 湯舟の名水
18. 内海湾（大石久子先生が通ったみずべ）
19. 屋島壇ノ浦（長崎の鼻）
20. 大串温泉から見る瀬戸内海
21. 津田の松原